# .50 BMG
A 12,7 × 99 mm NATO más néven .50 BMG (Browning Machine Gun)  egy lőszer, amelyet a C.I.P. .50 Browningként jelölt és az 1910-es évek végén fejlesztett ki John Browning, a Browning M2 nehéz géppuskához. A hivatalosan 1921-ben szolgálatba állított lőszer alapvetően egy túlméretezett .30-06 Springfield. Számos változatban került gyártásra: FMJ, nyomjelzős, páncéltörő, gyújtószerkezetes és szubkaliberes. A .50 BMG lőszert nagy hatótávolságú mesterlövészpuskákban és rombolópuskákban is használják.

## Története
Az I. világháborúban az új légvédelmi fegyverek iránti igényre válaszul John Browning kifejlesztette a .50 BMG-t. Azzal a céllal, hogy géppuskákban használják és hogy a géppuska az M1917 Browning méretarányos változatán alapuljon.
A .50 BMG lőszert néha összekeverik a német 13,2 mm-es TuF lőszerrel, amelyet Németországban fejlesztettek ki páncéltörő és légvédelmi fegyverekhez az első világháborúban a brit harckocsik és a repülőgépek ellen. Az American Rifleman szerint: "Valójában a Browning .50-es az Első világháborúból származik. Az amerikai érdeklődést egy páncéltörő lőszer iránt a marginális francia 11 mm-es tervezés befolyásolta, ami arra késztette az amerikai hadsereg tüzérségi tisztjeit, hogy konzultáljanak a Browning céggel. Egy nehéz, ~820 m/másodperc sebességű lövedéket akartak, de ilyen lőszer még nem létezett. Browning elgondolkodott a helyzeten, és fia, John szerint azt válaszolta: "Nos, a lőszer elég jól hangzik a kezdéshez. Készíts néhányat, és lövöldözni fogunk.".
A The American Rifleman kifejti továbbá, hogy a fejlesztést a német 13,2x92 mm SR  (.53 kaliberű) páncéltörő puska is befolyásolta, és hogy akkor az Ordnance szerződést kötött a Winchesterrel egy .50-es kaliberű lőszer megtervezésére. Ezt követően a Frankford Arsenal vette át a Winchestertől, és gyártotta a 12,7x99 mm-es lőszert. A hadsereg ezután visszatért John Browninghoz a tényleges fegyver elkészítéséért. A Colt-tal együttműködve tesztelésre kész prototípusokat készített, és ironikus módon 1918. november 11.-re - az Első világháború végére - el is készült velük."
A lőszert az M1921 Browning géppuskában alkalmazták. Ezt a fegyvert később továbbfejlesztették az M2HB Browning géppuskává, amelyet .50 kaliberű páncéltörő lőszereivel légvédelmi és jármű elleni gépágyúként használtak tovább, amely 200 méterről 23 mm homogén páncéllemezt, szintén ugyanerről a távolságról 25 mm hengerelt homogén páncéllemezt, 500 m-ről pedig 19 mm-t képes átütni.
A második világháború alatt a .50 BMG-t elsősorban az M2 Browning géppuskában használták, mind a repülőgépekre szerelt "könnyűcsöves", mind a szárazföldi járművekre szerelt "nehézcsöves" (HB) változatban, légvédelmi célokra. A második világháborúban használt M2 Browning HB géppuska továbbfejlesztett változata ma is használatban van. Az 1950-es évek közepe óta egyes páncélozott személyszállító és haszonjárművek úgy készültek, hogy képesek legyenek ellenállni a 12,7 mm-es lövedék roncsolásának, korlátozva ezzel a pusztító képességét. De még így is nagyobb az átütő ereje, mint a könnyebb fegyvereknek, például az általános célú géppuskáknak, bár jelentősen nehezebb és a szállítása is nehézkesebb. Hatótávolsága és pontossága azonban jobb, mint a könnyű géppuskáké, ha állványra rögzítik.
Évtizedekkel később a .50 BMG a nagy teljesítményű puskákba is belekerült. Az 1980-as években fejlesztették ki a Barrett M82 .50-es kaliberű puskát és későbbi változatait, amelyek felértékelték a katonai mesterlövészek haditechnikai erejét. Egy képzett mesterlövész több célpont (katona vagy felszerelés) kiiktatásával hatékonyan semlegesíthet egy gyalogsági egységet anélkül, hogy felfedné pontos tartózkodási helyét. A lőállás és a célpont közötti nagy távolság (több mint 1800 m) időt ad a mesterlövésznek a pozícióváltásra, vagy biztonságos visszavonulásra, hogy elkerülje az ellenség reakcióját.

## Teljesítmény
A lőszerek tényleges teljesítményének megértésére szolgáló gyakori módszer a torkolati energiák összehasonlítása. A .30-06 Springfield, amely mindkét világháborúban az amerikai katonák általános kalibere volt, és az amerikai vadászok körében is népszerű kaliber, 3000 és 4000 J közötti csőtorkolati energiát produkál. A .50 BMG lőszer  viszont 14000 és 20000 J közötti energiát képes kifejteni, a lőpor és a lövedék típusától, valamint a fegyvertől függően, amelyből kilövik. A lövedék magas ballisztikus együtthatója miatt a 12,7×99 mm-es lövedék röppályáját kevésbé befolyásolja az oldalszél, mint a könnyebb és kisebb kaliberű lövedékekét, így a .50 BMG jó választás a nagy teljesítményű mesterlövész, és rombolópuskákhoz.

## A lőszer méretei

12.7×99 mm-es NATO lőszer méretei hüvelykben.

A 12,7×99 mm NATO lőszer belső térfogata 18,97 cm3. Ez a .30-06 Springfield méretarányos változata, de a különböző fegyverekbe történő betöltés és a tőltényűrből való kihúzás megkönnyítése érdekében hosszú, kúpos hüvelyfallal rendelkezik.
A lőszer általános huzagolás aránya 380 mm, nyolc sávval és hornyokkal. Az ehhez a lőszerhez előírt gyutacs típusa Boxer gyutacs, amelyen egyetlen központi gyújtópont található (USA és NATO-országok), azonban néhány más országban a lőszert Berdan gyutaccsal gyártják, amely két gyújtólyukkal rendelkezik.
A TM43-0001-27, a U.S. Army Ammunition Data Sheets - Small Caliber Ammunition (Amerikai hadsereg lőszer adatlapjai - kis kaliberű lőszerek) című dokumentumban felsorolt átlagos nyomás ebben a lőszerben - a műanyag gyakorló, rövid hüvelyű, jelölő és próbatöltetek kivételével - 378,680 kPa. A próbalőszerek nyomása 450 000 kPa.

## Katonai lőszertípusok

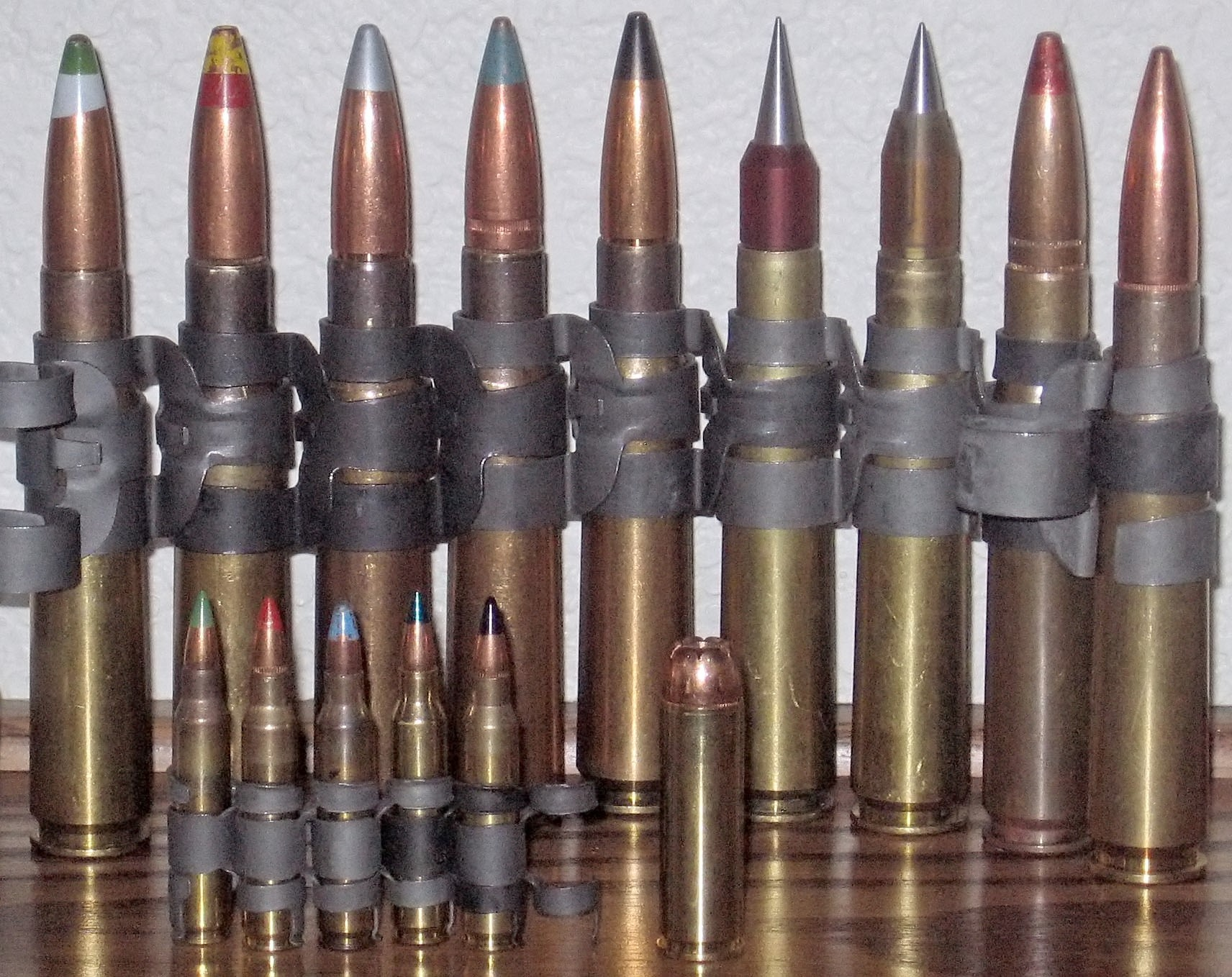
Balról jobbra, hátul:
Az első sorban: 5.56×45mm NATO és .500 S&W Magnum, a méretösszehasonlítás kedvéért.

Raufoss Mk 211 Mod 0 HEIAP lövedék.

Nyomjelző, M1
Ezt a nyomjelző lőszert tűzmegfigyelésre, jelzésre, célmegjelölésre és gyújtó célokra használják. A lövedék piros hegyű.
Gyújtólövedék, M1
Ezt a lőszert páncélozatlan, gyúlékony célpontok ellen használják. A gyújtólövedéknek világoskék hegye van.
FMJ, M2
Ezt a lőszert személyi és páncélozatlan célpontok ellen használják. Ennek a lövedéknek festetlen a hegye.
Páncéltörő (AP), M2
Ezt a lőszert enyhén páncélozott járművek, védőbunkerek és személyek ellen használják, és fekete hegyéről azonosítható.
Páncéltörő gyújtólövedék (API), M8
Ezt a lőszert a páncéltörő lövedék helyett használják, páncélozott, gyúlékony célpontok ellen. A lövedéknek ezüst hegye van.
Nyomjelző, M10
Nyomjelző lövedék, tűzmegfigyelési, jelző, célmegjelölési és gyújtó célokra. Úgy tervezték, hogy kevésbé intenzív legyen, mint az M1-es nyomjelző. Narancssárga hegye van.
Nyomjelző, M17
A lövedék tűzmegfigyelésre, jelzésre, célmegjelölésre és gyújtó célokra használható. A Barrett M82/M107 puskákból lőhető ki.
Páncéltörő gyújtó nyomjelző (API-T), M20
Ezt a lőszert a páncéltörő lövedék helyett használják páncélozott, gyúlékony célpontok ellen, megfigyelési célokra. Ez a lőszer gyakorlatilag az M8 páncéltörő gyújtólövedék változata, hozzáadott nyomjelző elemmel. A Barrett M82/M107 puskákból lőhető ki. Ennek a lövedéknek piros hegye van, alumínium festékgyűrűvel.
Nyomjelző, fényes, M21
A levegő-levegő harc során a tüzelés megfigyelésére szolgáló nyomjelző lövedék. Úgy tervezték, hogy jobban látható legyen. Az M21 háromszor fényesebb, mint az M1-es nyomjelző.
Gyújtólövedék, M23
Ezt a lőszert páncélozatlan, gyúlékony célpontok ellen használják. A lövedék hegye kékre van festve, világoskék gyűrűvel.
FMJ, M33
Ezt a lőszert személyi és páncélozatlan célok ellen használják a Barrett M82/M107 puskákhoz.
Szubkaliberes könnyű páncéltörő (SLAP), M903
Ez a lőszer 23,00-23,33 g nehézfém (volfrám-karbid) penetrátorral rendelkezik, amelyet egy betéttel együtt lő ki 1219 m/s torkolati sebességgel. A 12,7 mm átmérőjű lövedék úgy van kialakítva, hogy a csőtorkolatot elhagyva szétváljon, és felszabadítsa a 7,62 mm  átmérőjű penetrátort. A betét különleges, nagy szilárdságú műanyagból, fröccsöntéssel készül, és az alaprészben alumínium betéttel van megerősítve. A lőszert a borostyánsárga betét (Ultem 1000) azonosítja. Kizárólag az M2 gépkarabélyokban való használatra. Ez a lövedék 1400 m-ről képes átütni a 19 mm-es acél páncélzatot.
Szubkaliberes könnyű páncéltörő nyomjelző (SLAP-T), M962.
Az M903-hoz hasonlóan ez is egy SLAP lövedék, azzal a különbséggel, hogy van a lövedékben egy nyomjelző elem tűzmegfigyelés, célmegjelölés és gyújtás céljából. Az azonosításhoz piros színű műanyag betéttel rendelkezik, és csak az M2 géppuskákban használják.
FMJ, XM1022
Kifejezetten a Barrett M107-es puska nagy lőtávolságú használatára tervezett sportlőszer.
M1022, nagy hatótávolságú mesterlövész lőszer.
Az M1022 olajzöld lövedékbevonattal rendelkezik, a hegy azonosító színezése nélkül. A lövedék szabványos FMJ kialakítású. Nagy hatótávolságú mesterlövész kiképzésre és taktikai célpontok elleni felhasználásra tervezték, amelyek nem igényelnek páncéltörő vagy gyújtó hatást. A lövedék kiváló pontosságot mutat nagy távolságban, és a röppályája megfelel az MK211 "A" osztályú lövedéknek. Az M1022 ideális minden .50 kaliberű forgó tolózáras és félautomata mesterlövészpuskában való használatra. A lövedék 1500 métertől 1600 méterig szuperszonikus.
Nagy robbanóerejű, gyújtó, páncéltörő (HEIAP), Mk 211 Mod 0
A Raufoss Mk 211 Mod 0 HEIAP lőszer "kombinált hatású" amely .30-as kaliberű volfrám-karbid penetrátort, cirkóniumport és "A" összetételű robbanóanyagot tartalmaz. Az M85 géppuska kivételével az USA fegyverállományában lévő bármely .50 kaliberű fegyverben használható. A lőszert a szürke gyűrűvel ellátott zöld hegyéről lehet azonosítani.
Páncéltörő gyújtólövedék (API-DT), Mk 257.
Az Mk 257 API-DT lövedék lila színű lőszercsúccsal rendelkezik. A lövedéknek edzett acélmagja és gyújtóhegye van. Az M2, az M3 és az M85 géppuskákban használják. A halvány nyom csökkenti a fegyver lokalizálásának lehetőségét az éjszakai tüzelés során, és csak éjjellátó készülékekkel látható.
Páncéltörő (AP), Mk 263 Mod 2.
Az Mk 263-as lövedék fekete hegyű. A lövedéknek edzett acélmagja van, és az oldalán kettős hornyokkal rendelkezik, hogy csökkentse a csővel történő érintkezést, ezáltal csökkentve a súrlódást és növelve a stabilitást. Az M2, M3 és M85 géppuskákban használják.
Páncéltörő gyújtólövedékes nyomjelző (API-T), Mk 300 Mod 0
Az Mk 211 Mod 0, de nyomjelző komponenssel. Ez a lőszer az Mk 211 Mod 0-hoz hasonlóan az M85 géppuska kivételével az USA készletében lévő bármely .50 kaliberű fegyverben használható.
Páncéltörő robbanó gyújtólőszer (APEI), Mk 169 Mod 2.
Ezt a lőszert megerősített célpontok, például bunkerek könnyű páncélozott járművek elleni támogató tüzelésre, valamint földi és légi fenyegetések ellen használják. Általában pilóta által célzott, repülőgépre szerelt géppuskákból vagy légvédelmi platformokról való használatra szánták, mindkettőt az FN Herstal gyártja. Azonosítható a szürke/sárga hegyéről. Létezik nyomjelzős változata is.
FMJ, Mk 323 Mod 0
A Naval Surface Warfare Center Crane Division által létrehozott lőszer ami M33 FMJ lövedékkel rendelkezik, átlátszó polimer hüvelyben sárgaréz helyett, az alján egy szabványos sárgaréz talppal. Az Mk 323-as lövedék M2HB/M2A1 géppuskákból és GAU-21/A repülőgépágyúkból azonos teljesítménnyel lőhető ki. A sárgaréz hüvelyű lőszerhez képest 25 százalékos súlymegtakarítást eredményez, és 40 százalékkal több lőszer szállítását teszi lehetővé azonos súly mellett. Az Mk 323 polimerhüvelyét nyomjelző, AP, API és SLAP lövedékekhez is alkalmazzák.
A DARPA (Defense Advanced Research Projects Agency) szerződést kötött a Teledyne Scientific Company-val az EXACTO program kidolgozására, beleértve egy .50 kaliberű irányított lövedéket is. A DARPA által közzétett videókon látható, amint az irányított lövedék elfordul, hogy egy mozgó célpontot találjon el.

## Hevedertárak

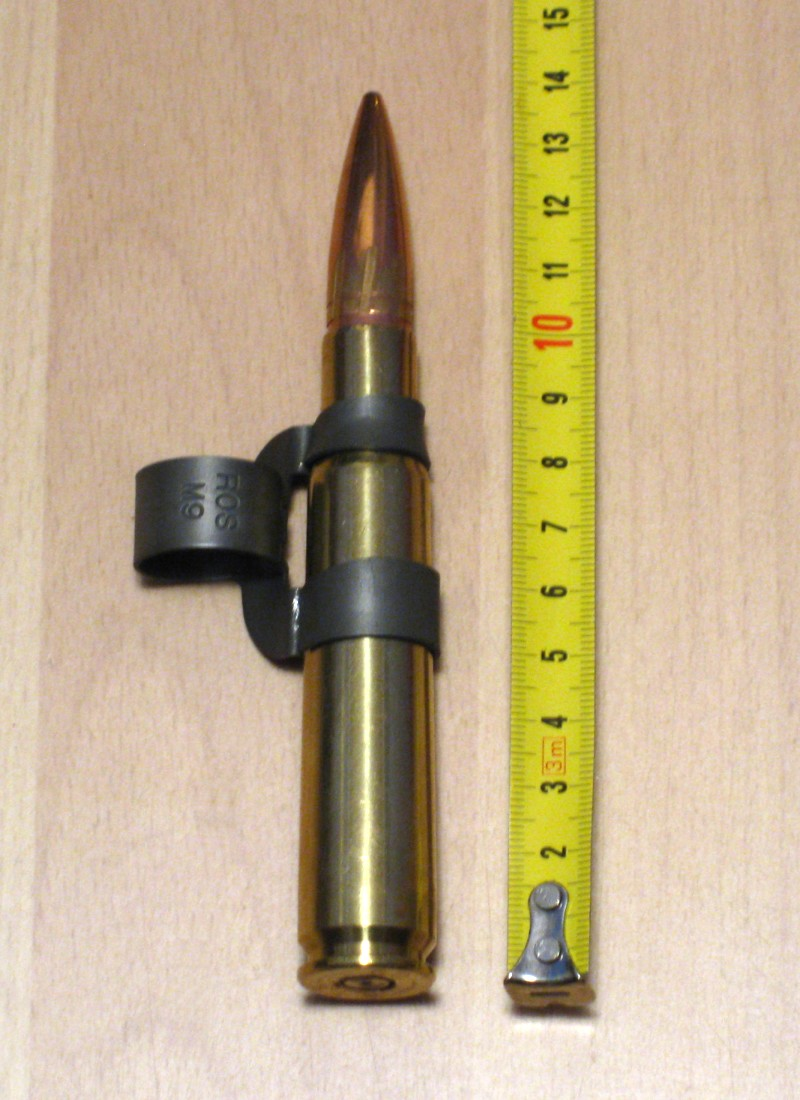
(.50 BMG) lőszer láncheveder kapocsban.

A .50 BMG lőszerhez két különböző, egymással nem kompatibilis fém hevedertárat használnak, attól függően, hogy milyen gépfegyverből tüzelnek vele. Az M2 és M9 heveder elemek, "kihúzható" kialakításúak és a Browning M2 és M3 géppuskákban használják. Egy időben kihúzható szövet hevedereket is használtak, de 1945 óta elavultak. Az M15-ös sorozatú "átnyomható kapcsokat" az M85-ös géppuskában használták.

## Jogi problémák
A .50 BMG lövedék meghatározott maximális átmérője 13,0 mm (0,510 hüvelyk) bár ez meghaladja az Egyesült Államok nemzeti lőfegyvertörvénye által a nem sportcélú lőfegyverek I. címében engedélyezett maximális átmérőt, a .50 BMG puska csöve csak 12,7 mm (0,50 hüvelyk) átmérőjű a huzagolásban, és valamivel nagyobb a hornyokban. A minimálisan túlméretezett lövedék a tüzeléskor a cső méretére formálódik, szoros tömítést képezve és a huzagolással érintkezve, ezt a mechanizmust lőfegyvertechnikai szempontból sajtolásnak nevezik, ami azt a folyamatot írja le, amikor a lövedék belép a csőbe, és összenyomódik, hogy a huzagoláshoz igazodjon. A legtöbb lőfegyverlövedék valamivel nagyobb, mint a huzalozás belső átmérője, hogy a huzalozáshoz sajtolva a lövéskor szorosan záródjon és a lövéskor keletkező gáz ne szökjön el. A lőszer nagy teljesítménye miatt politikai viták tárgya (ez a legerősebb általánosan elérhető lőszer amelyet a nemzeti lőfegyvertörvény értelmében nem tekintenek romboló eszköznek), de pontossága és ballisztikája miatt továbbra is népszerű a távolsági lövészek körében. Míg a .50 BMG lövedék képes a pontos találatra ha minőségi (Match Grade) lőszert használnak 900 m feletti távolságokon.
Az Egyesült Államokban és Európában a .50 BMG ellen indított jogi eljárásokra válaszul egy alternatív töltényűrhöz igazodó változatot, a .510 DTC Europ lőszert fejlesztették ki, ami ugyanazt a lövedéket használja, de kissé eltérő hüvelyméretekkel rendelkezik. A .510 DTC hüvelyek .50 BMG töltényűrrel rendelkező puskában történő használatra, tűzformázással készíthetők. Az új lövedék szinte azonos ballisztikai tulajdonságokkal rendelkezik, de az eltérő méretek miatt a .50 BMG puskák nem tudják kilőni a .510 DTC-t, és ezért a .510 DTC puskák nem esnek számos jogi tilalom alá. A Barrett cég kínál egy hasonló alternatívát, a .416 Barrett-et, amely egy 10,3 mm csökkentett .50 BMG hüvelyen alapul.
Az Igazságügyi Minisztérium Különleges Nyomozó Irodájának 1999-es, az 50-es kaliberű puskákkal kapcsolatos bűnözésről szóló tájékoztatója számos olyan esetet írt le, amikor  .50 BMG fegyverekkel követtek el bűncselekményeket. A Különleges Nyomozó Iroda tájékoztatójában említett bűncselekmények többsége .50 BMG puska illegális birtoklásával járt. A tájékoztató nem azonosított egyetlen olyan esetet sem, amikor .50 BMG puskát használtak volna gyilkosság elkövetéséhez.
Az Egyesült Államokban Washington megtiltja a .50 BMG puskák regisztrációját, így birtoklása a polgári lakosság számára jogellenes. Kalifornia a 2004-es .50 Caliber BMG Regulation Act of 2004 révén tiltja a .50 BMG kilövésére alkalmas puska magánszemélyek részére történő vásárlását. Connecticut kifejezetten tiltja a Barrett M82A1 .50 BMG puskát. Azonban a .50 BMG puskák, amelyeket a bevezetett tilalmak előtt regisztráltak, továbbra is jogszerűen birtokolhatók Kaliforniában és Connecticutban. Maryland további szabályokat ír elő a .50 BMG puskák és más "szabályozott lőfegyverek" értékesítésére és átadására vonatkozóan, és az ebbe az osztályba tartozó lőfegyverek vásárlását havi egy darabra korlátozza, de nem ír elő regisztrációs követelményeket vagy bármilyen kategorikus tilalmat.
Az Egyesült Királyságban az 1. szakasz szerinti lőfegyvertartási engedéllyel legálisan lehet birtokolni egy darab .50 BMG tolózáras puskát. Az ilyen kaliberű lőfegyverek iránti kérelmeket ugyanazok a kritériumok alapján bírálják el, mint a kisebb kaliberűeket; a kérelmezőnek bizonyítania kell, hogy alapos oka van egy ilyen fegyver birtoklására.
Az Egyesült Államok Fegyveres Erőin belül tartósan fennálló tévhittel ellentétben a .50 BMG közvetlen használata az ellenséges élőerő ellen nem tiltott a háborús törvények szerint. A Marine Corps Gazette részére, Hays Parks őrnagy megállapította, hogy "Nem létezik olyan szerződéses nyelvezet (sem általánosságban, sem konkrétan), amely alátámasztaná a .50 BMG személyi állomány elleni korlátozását, és széleskörű, régóta tartó használata ebben a szerepkörben arra utal, hogy az ilyen, gyalogság elleni alkalmazás a nemzetek szokásos gyakorlata". Parks elmélete szerint a tévhit abból a történelmi doktrínából ered, amely lebeszélte az M8C távcsöves puska -egy integrált .50-es kaliberű célzási segédeszköz az M40-es visszarúgás nélküli puskához- élőerő elleni szerepben való alkalmazását. Ez a korlátozás teljesen taktikai jellegű volt, és arra szolgált, hogy a sebezhető M40-est és legénységét elrejtsék az ellenség elől, amíg a fő páncéltörő ágyú tüzelésre készen nem áll; Parks azonban arra a következtetésre jutott, hogy egyes amerikai csapatok feltételezték, hogy a .50-es kaliberű lövedékek használatára vonatkozó jogi korlátozás létezik általánosabban is.
2020. május 1-jén Justin Trudeau miniszterelnök bejelentette a különböző "katonai jellegű" lőfegyverek betiltását Kanadában. Ez a tilalom kiterjed a .50 BMG töltényűrrel ellátott lőfegyverekre is. A tilalom kétéves türelmi időszakot tartalmaz, mielőtt a lőfegyvereket le kell adni, egy még be nem jelentett kompenzációs programmal együtt.

## Jellemző felhasználási módok
Az amerikai parti őrség .50 BMG puskákat használ a páncélozott helikopterek külső motorjainak hatástalanítására az elfogó akciók során. Hasonlóképpen a .50 BMG fegyverek felkeltették a bűnüldöző szervek figyelmét is, és a New York-i rendőrség, valamint a pittsburgi rendőrség is átvette őket. Egy .50 BMG lövedék hatékonyan hatástalaníthat egy járművet, ha a motorblokkba lőnek vele. Egyes akadályok áttörésére is kiváló, mert egy .50 BMG lövedék áthatol a legtöbb kereskedelmi téglafalon és salakbeton blokkon.
A .50 BMG lövedéket már a koreai háborúban is használták mesterlövész lövedékként. A korábbi rekordot az igazolt távlövés tekintetében Carlos Hathcock amerikai tengerészgyalogos mesterlövész állította fel 1967-ben a vietnami háború alatt, 2090 méteres távolságból; Hathcock a .50 BMG-t egy M2 Browning géppuskában használta, amely teleszkópos célzókészülékkel volt felszerelve. Ezt a fegyvert más mesterlövészek is használták, és végül kifejezetten ehhez a lövedékhez fejlesztettek ki célzottan mesterlövészpuskákat.
2017 júniusában egy McMillan Tac-50-et használt a kanadai Joint Task Force 2 mesterlövésze az Iszlám Állam egyik felkelőjének ártalmatlanítására Irakban, ezzel beállítva a hadtörténelem eddigi leghosszabb megerősített halálos lövésének világrekordját 3540 méterrel. Ezt a rekordot megelőzően Rob Furlong, a kanadai hadsereg tizedese elérte a történelem akkoriban leghosszabb, megerősített mesterlövész találatát 2430 méterrel, az afganisztáni háború 2002-es hadjárata során. Ezt 2009-ben egy brit mesterlövész 2.475 méterrel felülmúlta Afganisztánban egy .338 Lapua Magnum (8,58×70 mm) lőszert használó puskával
.
A nagy hatótávolságú és a hadi felszerelés elleni mesterlövészet mellett az amerikai hadsereg .50 BMG fegyvereket használ a fel nem robbant lőszerek biztonságos távolságból történő felrobbantására. A legtöbb páncélozatlan és enyhén páncélozott járművet is képes hatástalanítani.
Egyes civilek .50 kaliberű puskákat használnak nagy távolságú céllövészetre: az amerikai székhelyű Fifty Caliber Shooters Association .50 BMG lövészversenyeket is tart.

## A .50 BMG fegyverek teljes listája

### Karabélyok
- Barrett M82CQ (az M82A3 karabély változata)
- Bushmaster BA50 karabély (a BA50 22"-os csövű változata)
- Serbu BFG-50 karabély (a BFG-50 egylövetű változatának 22"-os változata)[44]

### Puskák
- Accuracy International AS50, AW50, AX50
- AK-50
- Armalite AR-50
- TTR-50[45]
- Barrett M82/M107
- Barrett M95
- Barrett M99
- BA50[46]
- Desert Tech HTI
- DSR-50
- EDM Arms Windrunner[47]
- Gepárd-fegyvercsalád egyes típusai.
- McMillan Tac-50
- OM 50 Nemesis[48]
- PGM Hécate II
- Pindad SPR-2 és Pindad SPR-3[49]
- Ramo M600[50]
- Robar RC-50
- Serbu BFG-50 (egylövetű forgó tolózáras.)[44]
- Serbu BFG-50a [51]
- Serbu Firearms RN-50 [52]
- Snipex M
- Snipex Rhino Hunter
- Steyr HS .50
- Victrix Corvo
- WKW Wilk
- Zastava M93 Black Arrow

### Gépfegyverek
- GAU-19
- M1921 Browning géppuska
- M2 Browning géppuska
- M85 géppuska
- Rolls-Royce kísérleti géppuska - csak prototípusként készült el.
- STK 50MG
- XM218
- XM312
- XM806 (LW50)

### Pisztolyok
- Triple Action Thunder

### Gatlingek
- Profense PF 50

## Fordítás
- Ez a szócikk részben vagy egészben  a(z)   .50 BMG című angol Wikipédia-szócikk ezen változatának fordításán alapul.  Az eredeti cikk szerkesztőit annak laptörténete sorolja fel. Ez a jelzés csupán a megfogalmazás eredetét és a szerzői jogokat jelzi, nem szolgál a cikkben szereplő információk forrásmegjelöléseként.
- Ez a szócikk részben vagy egészben  a(z)   .50 BMG című német Wikipédia-szócikk ezen változatának fordításán alapul.  Az eredeti cikk szerkesztőit annak laptörténete sorolja fel. Ez a jelzés csupán a megfogalmazás eredetét és a szerzői jogokat jelzi, nem szolgál a cikkben szereplő információk forrásmegjelöléseként.